# نیمه راه مرگ
نیمه راه مرگ (به انگلیسی: Half Past Dead) یک فیلم سینمایی آمریکایی در ژانر اکشن محصول سال ۲۰۰۲ میلادی به کارگردانی و نویسندگی دان مایکل پال با بازی استیون سیگال است. قسمت دوم این فیلم با عنوان نیمه راه مرگ ۲ در سال ۲۰۰۷ منتشر شد.

## داستان
فیلم داستانی مردی است که وارد یک زندان فوق پیشرفته می شود تا اطلاعاتی در مورد قاتل همسرش پیدا کند…